# NGC 7358
NGC 7358 (również PGC 69664) – galaktyka soczewkowata (S0), znajdująca się w gwiazdozbiorze Tukana. Odkrył ją John Herschel 20 lipca 1835 roku.